# 29995 Arshavsky
A 29995 Arshavsky (ideiglenes jelöléssel (29995) 2000 AO97) a Naprendszer kisbolygóövében található aszteroida. A LINEAR projekt keretében fedezték fel 2000. január 4-én.